# FIA-Langstrecken-Weltmeisterschaft 2023

Das Logo der Rennserie

Die FIA-Langstrecken-Weltmeisterschaft 2023 (offiziell 2023 FIA World Endurance Championship) ist die elfte Saison der FIA-Langstrecken-Weltmeisterschaft (WEC). Die Saison umfasst sieben Rennen. Sie begann am 17. März in Sebring und endete am 4. November in As-Sachir.

## Regeländerungen

### Technisch
- Die Leistung der LMP2 Motoren wird um 10 kW und 500 rpm im Vergleich zur vorigen Saison reduziert.[1]

### Sportlich
- Die LMGTE Pro Klasse wird zum ersten Mal seit Gründung der WEC (2012) nicht ausgetragen.[2]
- Die LMP2 Pro/Am Subklasse, welche 2021 eingeführt wurde, wird ebenfalls nicht mehr ausgetragen. In der LMP2 Pro/Am benötigten Fahrerpaarungen einen von der FIA als Bronze eingestuften Fahrer.[1]
- Die Qualifying-Sitzungen werden von 10 auf 15 Minuten verlängert. Außerdem gibt es erstmalig drei Sitzungen, eine pro Klasse, anstelle der gemischten Sitzungen für Prototypen (Hypercar & LMP2) und GTs (LMGTE Pro & LMGTE Am) in den vergangenen Saisonen.[3]
- Hersteller die in der Hypercar-Herstellermeisterschaft (Le Mans Hypercar und Le Mans Daytona hybrid) antreten können nun ein Maximum von 2 Fahrzeugen nennen, jedes zusätzliche muss in der neugeschaffenen Hypercar Team’s World Cup classification genannt sein. Privatteams, die Hypercars einsetzen, müssen ebenfalls in dieser neuen Klassifikation antreten.[3]
- Jegliche Form Reifen zu erwärmen wird verboten. Weiters werden die verfügbaren Reifenmischungen auf zwei reduziert, drei für die 24 Stunden von Le Mans.[3]

## Rennkalender
| Nr. | Datum         | Rennname / Ort                                             | Sieger Hypercar                                       | Sieger LMP2                                                 | Sieger LM GTE Am                                |
| --- | ------------- | ---------------------------------------------------------- | ----------------------------------------------------- | ----------------------------------------------------------- | ----------------------------------------------- |
| 1   | 17. März      | 1000 Meilen von Sebring (Sebring)                          | Toyota Gazoo Racing                                   | Hertz Team Jota                                             | Corvette Racing                                 |
| 1   | 17. März      | 1000 Meilen von Sebring (Sebring)                          | Mike Conway Kamui Kobayashi José María López          | David Beckmann Ye Yifei Will Stevens                        | Ben Keating Nicolás Varrone Nicky Catsburg      |
| 2   | 16. April     | 6-Stunden-Rennen von Portimão (Portimão)                   | Toyota Gazoo Racing                                   | United Autosports                                           | Corvette Racing                                 |
| 2   | 16. April     | 6-Stunden-Rennen von Portimão (Portimão)                   | Sébastien Buemi Brendon Hartley Ryō Hirakawa          | Joshua Pierson Giedo van der Garde Oliver Jarvis            | Ben Keating Nicolás Varrone Nicky Catsburg      |
| 3   | 29. April     | 6-Stunden-Rennen von Spa-Francorchamps (Spa-Francorchamps) | Toyota Gazoo Racing                                   | Team WRT                                                    | Richard Mille AF Corse                          |
| 3   | 29. April     | 6-Stunden-Rennen von Spa-Francorchamps (Spa-Francorchamps) | Mike Conway Kamui Kobayashi José María López          | Rui Andrade Robert Kubica Louis Delétraz                    | Luís Pérez Companc Lilou Wadoux Alessio Rovera  |
| 4   | 10.–11. Juni  | 24-Stunden-Rennen von Le Mans (Le Mans)                    | Ferrari AF Corse                                      | Inter Europol Competition                                   | Corvette Racing                                 |
| 4   | 10.–11. Juni  | 24-Stunden-Rennen von Le Mans (Le Mans)                    | Alessandro Pier Guidi James Calado Antonio Giovinazzi | Albert Costa Fabio Scherer Jakub Śmiechowski                | Ben Keating Nicolás Varrone Nicky Catsburg      |
| 5   | 09. Juli      | 6-Stunden-Rennen von Monza (Monza)                         | Toyota Gazoo Racing                                   | JOTA                                                        | Dempsey-Proton Racing                           |
| 5   | 09. Juli      | 6-Stunden-Rennen von Monza (Monza)                         | Mike Conway Kamui Kobayashi José María López          | David Heinemeier Hansson Pietro Fittipaldi Oliver Rasmussen | Christian Ried Mikkel Pedersen Julien Andlauer  |
| 6   | 10. September | 6-Stunden-Rennen von Fuji (Fuji)                           | Toyota Gazoo Racing                                   | Team WRT                                                    | AF Corse                                        |
| 6   | 10. September | 6-Stunden-Rennen von Fuji (Fuji)                           | Mike Conway Kamui Kobayashi José María López          | Rui Andrade Robert Kubica Louis Delétraz                    | Thomas Flohr Francesco Castellacci Davide Rigon |
| 7   | 04. November  | 8-Stunden-Rennen von Bahrain (As-Sachir)                   | Toyota Gazoo Racing                                   | Team WRT                                                    | Iron Dames                                      |
| 7   | 04. November  | 8-Stunden-Rennen von Bahrain (As-Sachir)                   | Mike Conway Kamui Kobayashi José María López          | Rui Andrade Robert Kubica Louis Delétraz                    | Rahel Frey Michelle Gatting Sarah Bovy          |

## Fahrer und Teams
| Legende                                                                | Legende |
| ---------------------------------------------------------------------- | ------- |
| Meldung für die komplette Saison * In allen Wertungen punkteberechtigt |         |
| Gaststarter * In keiner Wertung punkteberechtigt                       |         |

### Hypercar
| Team                      | Fahrzeug               | Motor                           | Reifen | Nr. | Fahrer                 | Rennen |
| ------------------------- | ---------------------- | ------------------------------- | ------ | --- | ---------------------- | ------ |
| Cadillac Racing           | Cadillac V-Series.R    | Cadillac 5.5 L V8 (Hybrid)      | M      | 2   | Earl Bamber            | 1–6    |
| Cadillac Racing           | Cadillac V-Series.R    | Cadillac 5.5 L V8 (Hybrid)      | M      | 2   | Alex Lynn              | 1–6    |
| Cadillac Racing           | Cadillac V-Series.R    | Cadillac 5.5 L V8 (Hybrid)      | M      | 2   | Richard Westbrook      | 1–6    |
| Cadillac Racing           | Cadillac V-Series.R    | Cadillac 5.5 L V8 (Hybrid)      | M      | 3   | Jack Aitken            | 3      |
| Cadillac Racing           | Cadillac V-Series.R    | Cadillac 5.5 L V8 (Hybrid)      | M      | 3   | Sébastien Bourdais     | 3–4    |
| Cadillac Racing           | Cadillac V-Series.R    | Cadillac 5.5 L V8 (Hybrid)      | M      | 3   | Renger van der Zande   | 3–4    |
| Cadillac Racing           | Cadillac V-Series.R    | Cadillac 5.5 L V8 (Hybrid)      | M      | 3   | Scott Dixon            | 4      |
| Floyd Vanwall Racing Team | Vanwall Vandervell 680 | Gibson L458 4.5 L V8            | M      | 4   | Tom Dillmann           | 1–4    |
| Floyd Vanwall Racing Team | Vanwall Vandervell 680 | Gibson L458 4.5 L V8            | M      | 4   | Esteban Guerrieri      | 1–6    |
| Floyd Vanwall Racing Team | Vanwall Vandervell 680 | Gibson L458 4.5 L V8            | M      | 4   | Jacques Villeneuve     | 1–3    |
| Floyd Vanwall Racing Team | Vanwall Vandervell 680 | Gibson L458 4.5 L V8            | M      | 4   | Tristan Vautier        | 4–6    |
| Floyd Vanwall Racing Team | Vanwall Vandervell 680 | Gibson L458 4.5 L V8            | M      | 4   | João Paulo de Oliveira | 5–6    |
| Porsche Penske Motorsport | Porsche 963            | Porsche 4.6 L Turbo V8 (Hybrid) | M      | 5   | Dane Cameron           | 1–6    |
| Porsche Penske Motorsport | Porsche 963            | Porsche 4.6 L Turbo V8 (Hybrid) | M      | 5   | Michael Christensen    | 1–6    |
| Porsche Penske Motorsport | Porsche 963            | Porsche 4.6 L Turbo V8 (Hybrid) | M      | 5   | Frédéric Makowiecki    | 1–6    |
| Porsche Penske Motorsport | Porsche 963            | Porsche 4.6 L Turbo V8 (Hybrid) | M      | 6   | Kévin Estre            | 1–6    |
| Porsche Penske Motorsport | Porsche 963            | Porsche 4.6 L Turbo V8 (Hybrid) | M      | 6   | André Lotterer         | 1–6    |
| Porsche Penske Motorsport | Porsche 963            | Porsche 4.6 L Turbo V8 (Hybrid) | M      | 6   | Laurens Vanthoor       | 1–6    |
| Porsche Penske Motorsport | Porsche 963            | Porsche 4.6 L Turbo V8 (Hybrid) | M      | 75  | Felipe Nasr            | 4      |
| Porsche Penske Motorsport | Porsche 963            | Porsche 4.6 L Turbo V8 (Hybrid) | M      | 75  | Mathieu Jaminet        | 4      |
| Porsche Penske Motorsport | Porsche 963            | Porsche 4.6 L Turbo V8 (Hybrid) | M      | 75  | Nick Tandy             | 4      |
| Toyota Gazoo Racing       | Toyota GR010 Hybrid    | Toyota 3.5 L Turbo V6 (Hybrid)  | M      | 7   | Mike Conway            | 1–6    |
| Toyota Gazoo Racing       | Toyota GR010 Hybrid    | Toyota 3.5 L Turbo V6 (Hybrid)  | M      | 7   | Kamui Kobayashi        | 1–6    |
| Toyota Gazoo Racing       | Toyota GR010 Hybrid    | Toyota 3.5 L Turbo V6 (Hybrid)  | M      | 7   | José María López       | 1–6    |
| Toyota Gazoo Racing       | Toyota GR010 Hybrid    | Toyota 3.5 L Turbo V6 (Hybrid)  | M      | 8   | Sébastien Buemi        | 1–6    |
| Toyota Gazoo Racing       | Toyota GR010 Hybrid    | Toyota 3.5 L Turbo V6 (Hybrid)  | M      | 8   | Brendon Hartley        | 1–6    |
| Toyota Gazoo Racing       | Toyota GR010 Hybrid    | Toyota 3.5 L Turbo V6 (Hybrid)  | M      | 8   | Ryō Hirakawa           | 1–6    |
| Hertz Team Jota           | Porsche 963            | Porsche 4.6 L Turbo V8 (Hybrid) | M      | 38  | António Félix da Costa | 3–6    |
| Hertz Team Jota           | Porsche 963            | Porsche 4.6 L Turbo V8 (Hybrid) | M      | 38  | Will Stevens           | 3–6    |
| Hertz Team Jota           | Porsche 963            | Porsche 4.6 L Turbo V8 (Hybrid) | M      | 38  | Ye Yifei               | 3–6    |
| Ferrari AF Corse          | Ferrari 499P           | Ferrari 3.0 L Turbo V6 (Hybrid) | M      | 50  | Antonio Fuoco          | 1–6    |
| Ferrari AF Corse          | Ferrari 499P           | Ferrari 3.0 L Turbo V6 (Hybrid) | M      | 50  | Miguel Molina          | 1–6    |
| Ferrari AF Corse          | Ferrari 499P           | Ferrari 3.0 L Turbo V6 (Hybrid) | M      | 50  | Nicklas Nielsen        | 1–6    |
| Ferrari AF Corse          | Ferrari 499P           | Ferrari 3.0 L Turbo V6 (Hybrid) | M      | 51  | Alessandro Pier Guidi  | 1–6    |
| Ferrari AF Corse          | Ferrari 499P           | Ferrari 3.0 L Turbo V6 (Hybrid) | M      | 51  | James Calado           | 1–6    |
| Ferrari AF Corse          | Ferrari 499P           | Ferrari 3.0 L Turbo V6 (Hybrid) | M      | 51  | Antonio Giovinazzi     | 1–6    |
| Peugeot TotalEnergies     | Peugeot 9X8            | Peugeot 2.6 L Turbo V6 (Hybrid) | M      | 93  | Paul di Resta          | 1–6    |
| Peugeot TotalEnergies     | Peugeot 9X8            | Peugeot 2.6 L Turbo V6 (Hybrid) | M      | 93  | Mikkel Jensen          | 1–6    |
| Peugeot TotalEnergies     | Peugeot 9X8            | Peugeot 2.6 L Turbo V6 (Hybrid) | M      | 93  | Jean-Éric Vergne       | 1–6    |
| Peugeot TotalEnergies     | Peugeot 9X8            | Peugeot 2.6 L Turbo V6 (Hybrid) | M      | 94  | Loïc Duval             | 1–6    |
| Peugeot TotalEnergies     | Peugeot 9X8            | Peugeot 2.6 L Turbo V6 (Hybrid) | M      | 94  | Gustavo Menezes        | 1–6    |
| Peugeot TotalEnergies     | Peugeot 9X8            | Peugeot 2.6 L Turbo V6 (Hybrid) | M      | 94  | Nico Müller            | 1–5    |
| Peugeot TotalEnergies     | Peugeot 9X8            | Peugeot 2.6 L Turbo V6 (Hybrid) | M      | 94  | Stoffel Vandoorne      | 6      |
| Proton Competition        | Porsche 963            | Porsche 4.6 L Turbo V8 (Hybrid) | M      | 99  | Gianmaria Bruni        | 5–6    |
| Proton Competition        | Porsche 963            | Porsche 4.6 L Turbo V8 (Hybrid) | M      | 99  | Harry Tincknell        | 5–6    |
| Proton Competition        | Porsche 963            | Porsche 4.6 L Turbo V8 (Hybrid) | M      | 99  | Neel Jani              | 5–6    |
| Action Express Racing     | Cadillac V-Series.R    | Cadillac 5.5 L V8 (Hybrid)      | M      | 311 | Pipo Derani            | 4      |
| Action Express Racing     | Cadillac V-Series.R    | Cadillac 5.5 L V8 (Hybrid)      | M      | 311 | Alexander Sims         | 4      |
| Action Express Racing     | Cadillac V-Series.R    | Cadillac 5.5 L V8 (Hybrid)      | M      | 311 | Jack Aitken            | 4      |
| Glickenhaus Racing        | Glickenhaus 007 LMH    | Pipo Moteurs 3.5 L Turbo V8     | M      | 708 | Ryan Briscoe           | 1–2, 4 |
| Glickenhaus Racing        | Glickenhaus 007 LMH    | Pipo Moteurs 3.5 L Turbo V8     | M      | 708 | Romain Dumas           | 1–5    |
| Glickenhaus Racing        | Glickenhaus 007 LMH    | Pipo Moteurs 3.5 L Turbo V8     | M      | 708 | Olivier Pla            | 1–5    |
| Glickenhaus Racing        | Glickenhaus 007 LMH    | Pipo Moteurs 3.5 L Turbo V8     | M      | 708 | Franck Mailleux        | 3      |
| Glickenhaus Racing        | Glickenhaus 007 LMH    | Pipo Moteurs 3.5 L Turbo V8     | M      | 708 | Nathanaël Berthon      | 5      |
| Glickenhaus Racing        | Glickenhaus 007 LMH    | Pipo Moteurs 3.5 L Turbo V8     | M      | 709 | Franck Mailleux        | 4      |
| Glickenhaus Racing        | Glickenhaus 007 LMH    | Pipo Moteurs 3.5 L Turbo V8     | M      | 709 | Nathanaël Berthon      | 4      |
| Glickenhaus Racing        | Glickenhaus 007 LMH    | Pipo Moteurs 3.5 L Turbo V8     | M      | 709 | Esteban Gutiérrez      | 4      |

### LMP2
| Team                      | Fahrzeug    | Motor                 | Reifen | Nr. | Fahrer                   | Rennen    |
| ------------------------- | ----------- | --------------------- | ------ | --- | ------------------------ | --------- |
| Prema Racing              | Oreca 07    | Gibson GK428 4.2 L V8 | G      | 9   | Andrea Caldarelli        | 1, 3, 5   |
| Prema Racing              | Oreca 07    | Gibson GK428 4.2 L V8 | G      | 9   | Filip Ugran              | 1–6       |
| Prema Racing              | Oreca 07    | Gibson GK428 4.2 L V8 | G      | 9   | Bent Viscaal             | 1–6       |
| Prema Racing              | Oreca 07    | Gibson GK428 4.2 L V8 | G      | 9   | Juan Manuel Correa       | 2, 4, 6   |
| Prema Racing              | Oreca 07    | Gibson GK428 4.2 L V8 | G      | 63  | Mirko Bortolotti         | 1–4       |
| Prema Racing              | Oreca 07    | Gibson GK428 4.2 L V8 | G      | 63  | ---- Daniil Kwjat        | 1–6       |
| Prema Racing              | Oreca 07    | Gibson GK428 4.2 L V8 | G      | 63  | Doriane Pin              | 1–6       |
| Prema Racing              | Oreca 07    | Gibson GK428 4.2 L V8 | G      | 63  | Mathias Beche            | 5         |
| Prema Racing              | Oreca 07    | Gibson GK428 4.2 L V8 | G      | 63  | Andrea Caldarelli        | 6         |
| Vector Sport              | Oreca 07    | Gibson GK428 4.2 L V8 | G      | 10  | Gabriel Aubry            | 1–6       |
| Vector Sport              | Oreca 07    | Gibson GK428 4.2 L V8 | G      | 10  | Ryan Cullen              | 1–6       |
| Vector Sport              | Oreca 07    | Gibson GK428 4.2 L V8 | G      | 10  | Matthias Kaiser          | 1–6       |
| Tower Motorsports         | Oreca 07    | Gibson GK428 4.2 L V8 | G      | 13  | Steven Thomas            | 4         |
| Tower Motorsports         | Oreca 07    | Gibson GK428 4.2 L V8 | G      | 13  | Ricky Taylor             | 4         |
| Tower Motorsports         | Oreca 07    | Gibson GK428 4.2 L V8 | G      | 13  | René Rast                | 4         |
| Nielsen Racing            | Oreca 07    | Gibson GK428 4.2 L V8 | G      | 14  | Rodrigo Sales            | 4         |
| Nielsen Racing            | Oreca 07    | Gibson GK428 4.2 L V8 | G      | 14  | Mathias Beche            | 4         |
| Nielsen Racing            | Oreca 07    | Gibson GK428 4.2 L V8 | G      | 14  | Ben Hanley               | 4         |
| United Autosports         | Oreca 07    | Gibson GK428 4.2 L V8 | G      | 22  | Filipe Albuquerque       | 1, 3–4, 6 |
| United Autosports         | Oreca 07    | Gibson GK428 4.2 L V8 | G      | 22  | Philip Hanson            | 1–6       |
| United Autosports         | Oreca 07    | Gibson GK428 4.2 L V8 | G      | 22  | Frederick Lubin          | 1–6       |
| United Autosports         | Oreca 07    | Gibson GK428 4.2 L V8 | G      | 22  | Ben Hanley               | 2, 5      |
| United Autosports         | Oreca 07    | Gibson GK428 4.2 L V8 | G      | 23  | Tom Blomqvist            | 1, 3–4    |
| United Autosports         | Oreca 07    | Gibson GK428 4.2 L V8 | G      | 23  | Oliver Jarvis            | 1–6       |
| United Autosports         | Oreca 07    | Gibson GK428 4.2 L V8 | G      | 23  | Joshua Pierson           | 1–6       |
| United Autosports         | Oreca 07    | Gibson GK428 4.2 L V8 | G      | 23  | Giedo van der Garde      | 2, 5      |
| United Autosports         | Oreca 07    | Gibson GK428 4.2 L V8 | G      | 23  | Ben Hanley               | 6         |
| JOTA                      | Oreca 07    | Gibson GK428 4.2 L V8 | G      | 28  | Pietro Fittipaldi        | 1–6       |
| JOTA                      | Oreca 07    | Gibson GK428 4.2 L V8 | G      | 28  | David Heinemeier Hansson | 1–6       |
| JOTA                      | Oreca 07    | Gibson GK428 4.2 L V8 | G      | 28  | Oliver Rasmussen         | 1–6       |
| Duqueine Team             | Oreca 07    | Gibson GK428 4.2 L V8 | G      | 30  | Neel Jani                | 4         |
| Duqueine Team             | Oreca 07    | Gibson GK428 4.2 L V8 | G      | 30  | René Binder              | 4         |
| Duqueine Team             | Oreca 07    | Gibson GK428 4.2 L V8 | G      | 30  | Nico Pino                | 4         |
| Team WRT                  | Oreca 07    | Gibson GK428 4.2 L V8 | G      | 31  | Robin Frijns             | 1–6       |
| Team WRT                  | Oreca 07    | Gibson GK428 4.2 L V8 | G      | 31  | Sean Gelael              | 1–6       |
| Team WRT                  | Oreca 07    | Gibson GK428 4.2 L V8 | G      | 31  | Ferdinand Habsburg       | 1–6       |
| Team WRT                  | Oreca 07    | Gibson GK428 4.2 L V8 | G      | 41  | Rui Andrade              | 1–6       |
| Team WRT                  | Oreca 07    | Gibson GK428 4.2 L V8 | G      | 41  | Louis Delétraz           | 1–6       |
| Team WRT                  | Oreca 07    | Gibson GK428 4.2 L V8 | G      | 41  | Robert Kubica            | 1–6       |
| Inter Europol Competition | Oreca 07    | Gibson GK428 4.2 L V8 | G      | 32  | Mark Kvamme              | 4         |
| Inter Europol Competition | Oreca 07    | Gibson GK428 4.2 L V8 | G      | 32  | Jan Magnussen            | 4         |
| Inter Europol Competition | Oreca 07    | Gibson GK428 4.2 L V8 | G      | 32  | Anders Fjordbach         | 4         |
| Inter Europol Competition | Oreca 07    | Gibson GK428 4.2 L V8 | G      | 34  | Albert Costa             | 1–6       |
| Inter Europol Competition | Oreca 07    | Gibson GK428 4.2 L V8 | G      | 34  | Fabio Scherer            | 1–6       |
| Inter Europol Competition | Oreca 07    | Gibson GK428 4.2 L V8 | G      | 34  | Jakub Śmiechowski        | 1–6       |
| Alpine Elf Team           | Alpine A470 | Gibson GK428 4.2 L V8 | G      | 35  | Olli Caldwell            | 1–6       |
| Alpine Elf Team           | Alpine A470 | Gibson GK428 4.2 L V8 | G      | 35  | André Negrão             | 1–6       |
| Alpine Elf Team           | Alpine A470 | Gibson GK428 4.2 L V8 | G      | 35  | Memo Rojas               | 1–6       |
| Alpine Elf Team           | Alpine A470 | Gibson GK428 4.2 L V8 | G      | 36  | Julien Canal             | 1–6       |
| Alpine Elf Team           | Alpine A470 | Gibson GK428 4.2 L V8 | G      | 36  | Charles Milesi           | 1–6       |
| Alpine Elf Team           | Alpine A470 | Gibson GK428 4.2 L V8 | G      | 36  | Matthieu Vaxivière       | 1–6       |
| Cool Racing               | Oreca 07    | Gibson GK428 4.2 L V8 | G      | 37  | Nicolas Lapierre         | 4         |
| Cool Racing               | Oreca 07    | Gibson GK428 4.2 L V8 | G      | 37  | Alexandre Coigny         | 4         |
| Cool Racing               | Oreca 07    | Gibson GK428 4.2 L V8 | G      | 37  | Malthe Jakobsen          | 4         |
| Cool Racing               | Oreca 07    | Gibson GK428 4.2 L V8 | G      | 47  | Reshad de Gerus          | 4         |
| Cool Racing               | Oreca 07    | Gibson GK428 4.2 L V8 | G      | 47  | ---- Vladislav Lomko     | 4         |
| Cool Racing               | Oreca 07    | Gibson GK428 4.2 L V8 | G      | 47  | Simon Pagenaud           | 4         |
| Graff Racing              | Oreca 07    | Gibson GK428 4.2 L V8 | G      | 39  | Roberto Lacorte          | 4         |
| Graff Racing              | Oreca 07    | Gibson GK428 4.2 L V8 | G      | 39  | Giedo van der Garde      | 4         |
| Graff Racing              | Oreca 07    | Gibson GK428 4.2 L V8 | G      | 39  | Patrick Pilet            | 4         |
| DKR Engineering           | Oreca 07    | Gibson GK428 4.2 L V8 | G      | 43  | Tom Van Rompuy           | 4         |
| DKR Engineering           | Oreca 07    | Gibson GK428 4.2 L V8 | G      | 43  | Ugo de Wilde             | 4         |
| DKR Engineering           | Oreca 07    | Gibson GK428 4.2 L V8 | G      | 43  | Maxime Martin            | 4         |
| Algarve Pro Racing        | Oreca 07    | Gibson GK428 4.2 L V8 | G      | 45  | George Kurtz             | 4         |
| Algarve Pro Racing        | Oreca 07    | Gibson GK428 4.2 L V8 | G      | 45  | James Allen              | 4         |
| Algarve Pro Racing        | Oreca 07    | Gibson GK428 4.2 L V8 | G      | 45  | Colin Braun              | 4         |
| Hertz Team Jota           | Oreca 07    | Gibson GK428 4.2 L V8 | G      | 48  | David Beckmann           | 1–2       |
| Hertz Team Jota           | Oreca 07    | Gibson GK428 4.2 L V8 | G      | 48  | Will Stevens             | 1         |
| Hertz Team Jota           | Oreca 07    | Gibson GK428 4.2 L V8 | G      | 48  | Ye Yifei                 | 1–2       |
| Hertz Team Jota           | Oreca 07    | Gibson GK428 4.2 L V8 | G      | 48  | António Félix da Costa   | 2         |
| IDEC Sport                | Oreca 07    | Gibson GK428 4.2 L V8 | G      | 48  | Paul Lafargue            | 4         |
| IDEC Sport                | Oreca 07    | Gibson GK428 4.2 L V8 | G      | 48  | Paul-Loup Chatin         | 4         |
| IDEC Sport                | Oreca 07    | Gibson GK428 4.2 L V8 | G      | 48  | Laurents Hörr            | 4         |
| Panis Racing              | Oreca 07    | Gibson GK428 4.2 L V8 | G      | 65  | Manuel Maldonado         | 4         |
| Panis Racing              | Oreca 07    | Gibson GK428 4.2 L V8 | G      | 65  | Tijmen van der Helm      | 4         |
| Panis Racing              | Oreca 07    | Gibson GK428 4.2 L V8 | G      | 65  | Job van Uitert           | 4         |
| AF Corse                  | Oreca 07    | Gibson GK428 4.2 L V8 | G      | 80  | François Perrodo         | 4         |
| AF Corse                  | Oreca 07    | Gibson GK428 4.2 L V8 | G      | 80  | Ben Barnicoat            | 4         |
| AF Corse                  | Oreca 07    | Gibson GK428 4.2 L V8 | G      | 80  | Norman Nato              | 4         |
| Racing Team Turkey        | Oreca 07    | Gibson GK428 4.2 L V8 | G      | 923 | Salih Yoluç              | 4         |
| Racing Team Turkey        | Oreca 07    | Gibson GK428 4.2 L V8 | G      | 923 | Tom Gamble               | 4         |
| Racing Team Turkey        | Oreca 07    | Gibson GK428 4.2 L V8 | G      | 923 | Dries Vanthoor           | 4         |

### LMGTE Am
| Team                   | Fahrzeug                 | Reifen | Nr. | Fahrer                | Rennen    |
| ---------------------- | ------------------------ | ------ | --- | --------------------- | --------- |
| Proton Competition     | Porsche 911 RSR - 19     | M      | 16  | Ryan Hardwick         | 4         |
| Proton Competition     | Porsche 911 RSR - 19     | M      | 16  | Jan Heylen            | 4         |
| Proton Competition     | Porsche 911 RSR - 19     | M      | 16  | Zacharie Robichon     | 4         |
| Proton Competition     | Porsche 911 RSR - 19     | M      | 88  | Harry Tincknell       | 1–4       |
| Proton Competition     | Porsche 911 RSR - 19     | M      | 88  | Ryan Hardwick         | 1–3       |
| Proton Competition     | Porsche 911 RSR - 19     | M      | 88  | Zacharie Robichon     | 1–3       |
| Proton Competition     | Porsche 911 RSR - 19     | M      | 88  | Don Yount             | 4         |
| Proton Competition     | Porsche 911 RSR - 19     | M      | 88  | Jonas Ried            | 4         |
| Proton Competition     | Porsche 911 RSR - 19     | M      | 911 | Michael Fassbender    | 4         |
| Proton Competition     | Porsche 911 RSR - 19     | M      | 911 | Martin Rump           | 4         |
| Proton Competition     | Porsche 911 RSR - 19     | M      | 911 | Richard Lietz         | 4         |
| AF Corse               | Ferrari 488 GTE EVO      | M      | 21  | Stefano Costantini    | 1         |
| AF Corse               | Ferrari 488 GTE EVO      | M      | 21  | Simon Mann            | 1–6       |
| AF Corse               | Ferrari 488 GTE EVO      | M      | 21  | Ulysse de Pauw        | 1–5       |
| AF Corse               | Ferrari 488 GTE EVO      | M      | 21  | Diego Alessi          | 2–3       |
| AF Corse               | Ferrari 488 GTE EVO      | M      | 21  | Julien Piguet         | 4–5       |
| AF Corse               | Ferrari 488 GTE EVO      | M      | 21  | Hiroshi Koizumi       | 6         |
| AF Corse               | Ferrari 488 GTE EVO      | M      | 21  | Kei Cozzolino         | 6         |
| AF Corse               | Ferrari 488 GTE EVO      | M      | 54  | Thomas Flohr          | 1–6       |
| AF Corse               | Ferrari 488 GTE EVO      | M      | 54  | Francesco Castellacci | 1–6       |
| AF Corse               | Ferrari 488 GTE EVO      | M      | 54  | Davide Rigon          | 1–6       |
| ORT by TF              | Aston Martin Vantage AMR | M      | 25  | Ahmad Al Harthy       | 1–6       |
| ORT by TF              | Aston Martin Vantage AMR | M      | 25  | Michael Dinan         | 1–6       |
| ORT by TF              | Aston Martin Vantage AMR | M      | 25  | Charlie Eastwood      | 1–6       |
| Corvette Racing        | Chevrolet Corvette C8.R  | M      | 33  | Ben Keating           | 1–6       |
| Corvette Racing        | Chevrolet Corvette C8.R  | M      | 33  | Nicolás Varrone       | 1–6       |
| Corvette Racing        | Chevrolet Corvette C8.R  | M      | 33  | Nicky Catsburg        | 1–6       |
| GMB Motorsport         | Aston Martin Vantage AMR | M      | 55  | Gustav Dahlmann Birch | 4         |
| GMB Motorsport         | Aston Martin Vantage AMR | M      | 55  | Marco Sørensen        | 4         |
| GMB Motorsport         | Aston Martin Vantage AMR | M      | 55  | Jens Møller           | 4         |
| Project 1 - AO         | Porsche 911 RSR - 19     | M      | 56  | P. J. Hyett           | 1, 3–4, 6 |
| Project 1 - AO         | Porsche 911 RSR - 19     | M      | 56  | Gunnar Jeannette      | 1, 3–4, 6 |
| Project 1 - AO         | Porsche 911 RSR - 19     | M      | 56  | Matteo Cairoli        | 1–6       |
| Project 1 - AO         | Porsche 911 RSR - 19     | M      | 56  | Miguel Ramos          | 2         |
| Project 1 - AO         | Porsche 911 RSR - 19     | M      | 56  | Guilherme Oliveira    | 2, 5      |
| Project 1 - AO         | Porsche 911 RSR - 19     | M      | 56  | Efrin Castro          | 5         |
| Kessel Racing          | Ferrari 488 GTE EVO      | M      | 57  | Takeshi Kimura        | 1–6       |
| Kessel Racing          | Ferrari 488 GTE EVO      | M      | 57  | Scott Huffaker        | 1–6       |
| Kessel Racing          | Ferrari 488 GTE EVO      | M      | 57  | Daniel Serra          | 1–4       |
| Kessel Racing          | Ferrari 488 GTE EVO      | M      | 57  | Kei Cozzolino         | 5         |
| Kessel Racing          | Ferrari 488 GTE EVO      | M      | 57  | Ritomo Miyata         | 6         |
| Kessel Racing          | Ferrari 488 GTE EVO      | M      | 74  | Kei Cozzolino         | 4         |
| Kessel Racing          | Ferrari 488 GTE EVO      | M      | 74  | Yorikatsu Tsujiko     | 4         |
| Kessel Racing          | Ferrari 488 GTE EVO      | M      | 74  | Naoki Yokomizo        | 4         |
| Iron Lynx              | Porsche 911 RSR - 19     | M      | 60  | Claudio Schiavoni     | 1–6       |
| Iron Lynx              | Porsche 911 RSR - 19     | M      | 60  | Matteo Cressoni       | 1–6       |
| Iron Lynx              | Porsche 911 RSR - 19     | M      | 60  | Alessio Picariello    | 1–6       |
| JMW Motorsport         | Ferrari 488 GTE EVO      | M      | 66  | Thomas Neubauer       | 4         |
| JMW Motorsport         | Ferrari 488 GTE EVO      | M      | 66  | Louis Prette          | 4         |
| JMW Motorsport         | Ferrari 488 GTE EVO      | M      | 66  | Giacomo Petrobelli    | 4         |
| TF Sport               | Aston Martin Vantage AMR | M      | 72  | Arnold Robin          | 4         |
| TF Sport               | Aston Martin Vantage AMR | M      | 72  | Maxime Robin          | 4         |
| TF Sport               | Aston Martin Vantage AMR | M      | 72  | Valentin Hasse-Clot   | 4         |
| Dempsey-Proton Racing  | Porsche 911 RSR - 19     | M      | 77  | Christian Ried        | 1–6       |
| Dempsey-Proton Racing  | Porsche 911 RSR - 19     | M      | 77  | Mikkel Pedersen       | 1–6       |
| Dempsey-Proton Racing  | Porsche 911 RSR - 19     | M      | 77  | Julien Andlauer       | 1–6       |
| Richard Mille AF Corse | Ferrari 488 GTE EVO      | M      | 83  | Luís Pérez Companc    | 1–6       |
| Richard Mille AF Corse | Ferrari 488 GTE EVO      | M      | 83  | Alessio Rovera        | 1–6       |
| Richard Mille AF Corse | Ferrari 488 GTE EVO      | M      | 83  | Lilou Wadoux          | 1–6       |
| Iron Dames             | Porsche 911 RSR - 19     | M      | 85  | Sarah Bovy            | 1–6       |
| Iron Dames             | Porsche 911 RSR - 19     | M      | 85  | Michelle Gatting      | 1–6       |
| Iron Dames             | Porsche 911 RSR - 19     | M      | 85  | Rahel Frey            | 1–6       |
| GR Racing              | Porsche 911 RSR - 19     | M      | 86  | Michael Wainwright    | 1–6       |
| GR Racing              | Porsche 911 RSR - 19     | M      | 86  | Riccardo Pera         | 1–6       |
| GR Racing              | Porsche 911 RSR - 19     | M      | 86  | Benjamin Barker       | 1–6       |
| Northwest AMR          | Aston Martin Vantage AMR | M      | 98  | Paul Dalla Lana       | 1–2       |
| Northwest AMR          | Aston Martin Vantage AMR | M      | 98  | Axcil Jefferies       | 1–2       |
| Northwest AMR          | Aston Martin Vantage AMR | M      | 98  | Nicki Thiim           | 1–2       |
| Northwest AMR          | Aston Martin Vantage AMR | M      | 98  | Ian James             | 3–4, 6    |
| Northwest AMR          | Aston Martin Vantage AMR | M      | 98  | Daniel Mancinelli     | 3–4, 6    |
| Northwest AMR          | Aston Martin Vantage AMR | M      | 98  | Alex Riberas          | 3–4, 6    |
| Walkenhorst Motorsport | Ferrari 488 GTE EVO      | M      | 100 | Chandler Hull         | 4         |
| Walkenhorst Motorsport | Ferrari 488 GTE EVO      | M      | 100 | Andrew Haryanto       | 4         |
| Walkenhorst Motorsport | Ferrari 488 GTE EVO      | M      | 100 | Jeffrey Segal         | 4         |
| D'Station Racing       | Aston Martin Vantage AMR | M      | 777 | Satoshi Hoshino       | 1–6       |
| D'Station Racing       | Aston Martin Vantage AMR | M      | 777 | Casper Stevenson      | 1–6       |
| D'Station Racing       | Aston Martin Vantage AMR | M      | 777 | Tomonobu Fujii        | 1–6       |

## Wertungen
| Renndistanz                                                 | 1. | 2. | 3. | 4. | 5. | 6. | 7. | 8. | 9. | 10. | Pole |
| ----------------------------------------------------------- | -- | -- | -- | -- | -- | -- | -- | -- | -- | --- | ---- |
| 6 Stunden                                                   | 25 | 18 | 15 | 12 | 10 | 8  | 6  | 4  | 2  | 1   | 1    |
| 8 Stunden & 10 Stunden (inkludiert 1000 Meilen von Sebring) | 38 | 27 | 23 | 18 | 15 | 12 | 9  | 6  | 3  | 2   | 1    |
| 24 Stunden                                                  | 50 | 36 | 30 | 24 | 20 | 16 | 12 | 8  | 4  | 2   | 1    |

### Hypercar

#### Fahrerwertung
| Pos. | Fahrer                                  | SEB | POR | SPA | LEM | MON | FUJ | BAH | Punkte |
| ---- | --------------------------------------- | --- | --- | --- | --- | --- | --- | --- | ------ |
| 01   | B. Hartley R. Hirakawa S. Buemi         | 2   | 1   | 2   | 2   | 6   | 2   |     | 133    |
| 02   | J. López K. Kobayashi M. Conway         | 1   | 9   | 1   | DNF | 1   | 1   |     | 118    |
| 03   | A. Pier Guidi A. Giovinazzi J. Calado   | 7   | 6   | 3   | 1   | 5   | 5   |     | 102    |
| 04   | A. Fuoco M. Molina N. Nielsen           | 3   | 2   | DNF | 4   | 2   | 4   |     | 097    |
| 05   | A. Lynn E. Bamber R. Westbrook          | 4   | 4   | 5   | 3   | 10  | 10  |     | 072    |
| 06   | A. Lotterer K. Estre L. Vanthoor        | 6   | 3   | DNF | 8   | 7   | 3   |     | 056    |
| 07   | D. Cameron F. Makowiecki M. Christensen | 5   | 10  | 4   | 7   | 4   | 12  |     | 052    |
| 08   | J. Vergne M. Jensen P. di Resta         | 9   | 7   | 8   | 6   | 3   | 8   |     | 048    |
| 09   | O. Pla R. Dumas                         | DNF | 8   | 7   | 5   | 8   |     |     | 034    |
| 10   | R. Briscoe                              | DNF | 8   |     | 5   |     |     |     | 024    |
| 11   | G. Menezes L. Duval                     | DNF | 5   | 9   | 9   | 11  | 7   |     | 022    |
| 12   | A. da Costa W. Stevens Y. Ye            |     |     | 6   | 10  | 9   | 6   |     | 020    |
| 13   | N. Müller                               | DNF | 5   | 9   | 9   | 11  |     |     | 016    |
| 14   | F. Mailleux                             |     |     | 7   |     |     |     |     | 06     |
| 14   | S. Vandoorne                            |     |     |     |     |     | 7   |     | 06     |
| 16   | E. Guerrieri                            | 8   | DNF | DNF | DNF | 12  | 11  |     | 06     |
| 17   | T. Dillmann                             | 8   | DNF | DNF | DNF |     |     |     | 06     |
| 18   | J. Villeneuve                           | 8   | DNF | DNF |     |     |     |     | 06     |
| 19   | N. Berthon                              |     |     |     |     | 8   |     |     | 04     |
| 20   | G. Bruni H. Tincknell N. Jani           |     |     |     |     | DNF | 9   |     | 02     |
| 21   | T. Vautier                              |     |     |     | DNF | 12  | 11  |     | 0      |
| 22   | J. de Oliveira                          |     |     |     |     | 12  | 11  |     | 0      |
| Pos. | Fahrer                                  | SEB | POR | SPA | LEM | MON | FUJ | BAH | Punkte |

| Farbe    | Bedeutung                                             |
| -------- | ----------------------------------------------------- |
| Gold     | Sieger                                                |
| Silber   | 2. Platz                                              |
| Bronze   | 3. Platz                                              |
| Grün     | Klassifiziert innerhalb der Top 10                    |
| Hellblau | Klassifiziert innerhalb der Punkteränge (ab Platz 11) |
| Blau     | Klassifiziert außerhalb der Punkteränge               |
| Violett  | Rennen nicht beendet (DNF)                            |
| Violett  | nicht klassifiziert (NC)                              |
| Rot      | nicht qualifiziert (DNQ)                              |
| Schwarz  | disqualifiziert (DSQ)                                 |
| Weiß     | nicht am Start (DNS)                                  |
| Weiß     | zurückgezogen (WD)                                    |
| Weiß     | Rennen abgesagt (C)                                   |
| Blanko   | nicht teilgenommen                                    |
| Blanko   | gemeldet, aber nicht teilgenommen (DNP)               |
| Blanko   | verletzt oder krank (INJ)                             |
| Blanko   | ausgeschlossen (EX)                                   |

#### Herstellerwertung
| Pos. | Hersteller  | SEB | POR | SPA | LEM | MON | FUJ | BAH | Punkte |
| ---- | ----------- | --- | --- | --- | --- | --- | --- | --- | ------ |
| 01   | Toyota      | 1   | 1   | 1   | 2   | 1   | 1   |     | 178    |
| 02   | Ferrari     | 3   | 2   | 3   | 1   | 2   | 4   |     | 138    |
| 03   | Porsche     | 5   | 3   | 4   | 7   | 4   | 3   |     | 081    |
| 04   | Cadillac    | 4   | 4   | 5   | 3   | 9   | 8   |     | 076    |
| 05   | Peugeot     | 9   | 5   | 7   | 6   | 3   | 6   |     | 058    |
| 06   | Glickenhaus | DNF | 8   | 6   | 5   | 8   |     |     | 036    |
| 07   | Vanwall     | 8   | DNF | DNF | DNF | 11  | 9   |     | 08     |
| Pos. | Hersteller  | SEB | POR | SPA | LEM | MON | FUJ | BAH | Punkte |

| Farbe    | Bedeutung                                             |
| -------- | ----------------------------------------------------- |
| Gold     | Sieger                                                |
| Silber   | 2. Platz                                              |
| Bronze   | 3. Platz                                              |
| Grün     | Klassifiziert innerhalb der Top 10                    |
| Hellblau | Klassifiziert innerhalb der Punkteränge (ab Platz 11) |
| Blau     | Klassifiziert außerhalb der Punkteränge               |
| Violett  | Rennen nicht beendet (DNF)                            |
| Violett  | nicht klassifiziert (NC)                              |
| Rot      | nicht qualifiziert (DNQ)                              |
| Schwarz  | disqualifiziert (DSQ)                                 |
| Weiß     | nicht am Start (DNS)                                  |
| Weiß     | zurückgezogen (WD)                                    |
| Weiß     | Rennen abgesagt (C)                                   |
| Blanko   | nicht teilgenommen                                    |
| Blanko   | gemeldet, aber nicht teilgenommen (DNP)               |
| Blanko   | verletzt oder krank (INJ)                             |
| Blanko   | ausgeschlossen (EX)                                   |

#### Teamwertung
| Pos. | Team                   | SEB | POR | SPA | LEM | MON | FUJ | BAH | Punkte |
| ---- | ---------------------- | --- | --- | --- | --- | --- | --- | --- | ------ |
| 01   | #38 Hertz Team JOTA    |     |     | 1   | 1   | 1   | 1   |     | 125    |
| 02   | #99 Proton Competition |     |     |     |     | DNF | 2   |     | 018    |
| Pos. | Team                   | SEB | POR | SPA | LEM | MON | FUJ | BAH | Punkte |

| Farbe    | Bedeutung                                             |
| -------- | ----------------------------------------------------- |
| Gold     | Sieger                                                |
| Silber   | 2. Platz                                              |
| Bronze   | 3. Platz                                              |
| Grün     | Klassifiziert innerhalb der Top 10                    |
| Hellblau | Klassifiziert innerhalb der Punkteränge (ab Platz 11) |
| Blau     | Klassifiziert außerhalb der Punkteränge               |
| Violett  | Rennen nicht beendet (DNF)                            |
| Violett  | nicht klassifiziert (NC)                              |
| Rot      | nicht qualifiziert (DNQ)                              |
| Schwarz  | disqualifiziert (DSQ)                                 |
| Weiß     | nicht am Start (DNS)                                  |
| Weiß     | zurückgezogen (WD)                                    |
| Weiß     | Rennen abgesagt (C)                                   |
| Blanko   | nicht teilgenommen                                    |
| Blanko   | gemeldet, aber nicht teilgenommen (DNP)               |
| Blanko   | verletzt oder krank (INJ)                             |
| Blanko   | ausgeschlossen (EX)                                   |

### LMP2

#### Fahrerwertung
| Pos. | Fahrer                                           | SEB | POR | SPA | LEM | MON | FUJ | BAH | Punkte |
| ---- | ------------------------------------------------ | --- | --- | --- | --- | --- | --- | --- | ------ |
| 01   | L. Delétraz R. Kubica R. Andrade                 | 4   | 3   | 1   | 2   | 3   | 1   |     | 135    |
| 02   | A. Costa F. Scherer J. Śmiechowski               | 3   | 9   | 3   | 1   | 5   | 9   |     | 102    |
| 03   | F. Lubin P. Hanson                               | 1   | 2   | 5   | 8   | 6   | 2   |     | 101    |
| 04   | J. Pierson O. Jarvis                             | DNF | 1   | 2   | 6   | 4   | 4   |     | 085    |
| 05   | F. Albuquerque                                   | 1   |     | 5   | 8   |     | 2   |     | 075    |
| 06   | C. Milesi J. Canal M. Vaxivière                  | 8   | 8   | 7   | 3   | 2   | 5   |     | 074    |
| 07   | F. Habsburg R. Frijns S. Gelael                  | 6   | 6   | 6   | 4   | DNF | 3   |     | 067    |
| 08   | D. Heinemeier-Hansson O. Rasmussen P. Fittipaldi | 5   | 7   | 9   | 9   | 1   | 6   |     | 061    |
| 09   | ---- D. Kwjat D. Pin                             | 2   | 4   | 10  | DNF | 7   | 10  |     | 048    |
| 10   | M. Bortolotti                                    | 2   | 4   | 10  | DNF |     |     |     | 041    |
| 11   | B. Viscaal F. Ugran                              | 7   | 5   | 4   | 10  | 9   | 8   |     | 039    |
| 12   | B. Hanley                                        |     | 2   |     |     | 6   | 4   |     | 038    |
| 13   | G. van der Garde                                 |     | 1   |     |     | 4   |     |     | 037    |
| 14   | T. Blomqvist                                     | DNF |     | 2   | 6   |     |     |     | 036    |
| 15   | G. Aubry M. Kaiser R. Cullen                     | 9   | 11  | DNF | 5   | DNF | 7   |     | 029    |
| 16   | A. Caldarelli                                    | 7   |     | 4   |     | 9   | 10  |     | 024    |
| 17   | A. Negrão M. Rojas O. Caldwell                   | DNF | 10  | 8   | 7   | 8   | 11  |     | 021    |
| 18   | J. Correa                                        |     | 5   |     | 10  |     | 8   |     | 016    |
| 19   | M. Beche                                         |     |     |     |     | 7   |     |     | 06     |
| Pos. | Fahrer                                           | SEB | POR | SPA | LEM | MON | FUJ | BAH | Punkte |

| Farbe    | Bedeutung                                             |
| -------- | ----------------------------------------------------- |
| Gold     | Sieger                                                |
| Silber   | 2. Platz                                              |
| Bronze   | 3. Platz                                              |
| Grün     | Klassifiziert innerhalb der Top 10                    |
| Hellblau | Klassifiziert innerhalb der Punkteränge (ab Platz 11) |
| Blau     | Klassifiziert außerhalb der Punkteränge               |
| Violett  | Rennen nicht beendet (DNF)                            |
| Violett  | nicht klassifiziert (NC)                              |
| Rot      | nicht qualifiziert (DNQ)                              |
| Schwarz  | disqualifiziert (DSQ)                                 |
| Weiß     | nicht am Start (DNS)                                  |
| Weiß     | zurückgezogen (WD)                                    |
| Weiß     | Rennen abgesagt (C)                                   |
| Blanko   | nicht teilgenommen                                    |
| Blanko   | gemeldet, aber nicht teilgenommen (DNP)               |
| Blanko   | verletzt oder krank (INJ)                             |
| Blanko   | ausgeschlossen (EX)                                   |

#### Teamwertung
| Pos. | Team                          | SEB | POR | SPA | LEM | MON | FUJ | BAH | Punkte |
| ---- | ----------------------------- | --- | --- | --- | --- | --- | --- | --- | ------ |
| 01   | #41 Team WRT                  | 4   | 3   | 1   | 2   | 3   | 1   |     | 135    |
| 02   | #34 Inter Europol Competition | 3   | 9   | 3   | 1   | 5   | 9   |     | 102    |
| 03   | #22 United Autosports         | 1   | 2   | 5   | 8   | 6   | 2   |     | 101    |
| 04   | #23 United Autosports         | DNF | 1   | 2   | 6   | 4   | 4   |     | 085    |
| 05   | #36 Alpine Elf Team           | 8   | 8   | 7   | 3   | 2   | 5   |     | 074    |
| 06   | #31 Team WRT                  | 6   | 6   | 6   | 4   | DNF | 3   |     | 067    |
| 07   | #28 JOTA                      | 5   | 7   | 9   | 9   | 1   | 6   |     | 061    |
| 08   | #63 Prema Racing              | 2   | 4   | 10  | DNF | 7   | 10  |     | 048    |
| 09   | #90 Prema Racing              | 7   | 5   | 4   | 10  | 9   | 8   |     | 039    |
| 10   | #10 Vector Sport              | 9   | 11  | DNF | 5   | DNF | 7   |     | 029    |
| 11   | #35 Alpine Elf Team           | DNF | 10  | 8   | 7   | 8   | 11  |     | 021    |
| Pos. | Team                          | SEB | POR | SPA | LEM | MON | FUJ | BAH | Punkte |

| Farbe    | Bedeutung                                             |
| -------- | ----------------------------------------------------- |
| Gold     | Sieger                                                |
| Silber   | 2. Platz                                              |
| Bronze   | 3. Platz                                              |
| Grün     | Klassifiziert innerhalb der Top 10                    |
| Hellblau | Klassifiziert innerhalb der Punkteränge (ab Platz 11) |
| Blau     | Klassifiziert außerhalb der Punkteränge               |
| Violett  | Rennen nicht beendet (DNF)                            |
| Violett  | nicht klassifiziert (NC)                              |
| Rot      | nicht qualifiziert (DNQ)                              |
| Schwarz  | disqualifiziert (DSQ)                                 |
| Weiß     | nicht am Start (DNS)                                  |
| Weiß     | zurückgezogen (WD)                                    |
| Weiß     | Rennen abgesagt (C)                                   |
| Blanko   | nicht teilgenommen                                    |
| Blanko   | gemeldet, aber nicht teilgenommen (DNP)               |
| Blanko   | verletzt oder krank (INJ)                             |
| Blanko   | ausgeschlossen (EX)                                   |

### LMGTE Am

#### Fahrerwertung
| Pos. | Fahrer                                 | SEB | POR | SPA | LEM | MON | FUJ | BAH | Punkte |
| ---- | -------------------------------------- | --- | --- | --- | --- | --- | --- | --- | ------ |
| 01   | B. Keating N. Catsburg N. Varrone      | 1   | 1   | 2   | 1   | 4   | 2   |     | 164    |
| 02   | M. Gatting R. Frey S. Bovy             | 8   | 3   | 5   | 4   | 5   | 4   |     | 079    |
| 03   | D. Rigon F. Castellacci T. Flohr       | 5   | 4   | DNF | 5   | 10  | 1   |     | 073    |
| 04   | C. Ried J. Andlauer M. Pedersen        | 2   | 7   | 9   | DNF | 1   | 6   |     | 068    |
| 05   | A. Al Harthy C. Eastwood M. Dinan      | 9   | 8   | 3   | 2   | 7   | 13  |     | 065    |
| 06   | B. Barker M. Wainwright R. Pera        | 7   | 11  | 12  | 3   | 3   | 8   |     | 058    |
| 07   | A. Rovera L. Wadoux L. Pérez Companc   | DNF | 2   | 1   | DNF | 6   | 9   |     | 053    |
| 08   | S. Huffaker T. Kimura                  | 3   | 10  | 8   | DNF | DNF | 3   |     | 043    |
| 09   | S. Mann                                | 4   | 5   | 6   | DNF | 9   | 12  |     | 038    |
| 10   | U. de Pauw                             | 4   | 5   | 6   | DNF | 9   |     |     | 038    |
| 11   | M. Cairoli                             | 12  | 6   | DNS | 7   | 8   | 5   |     | 034    |
| 12   | A. Picariello C. Schiavoni M. Cressoni | 6   | 12  | 11  | DNF | 2   | 11  |     | 030    |
| 13   | D. Serra                               | 3   | 10  | 8   | DNF |     |     |     | 028    |
| 14   | A. Riberas D. Mancinelli I. James      |     |     | 7   | 6   |     | 7   |     | 028    |
| 15   | G. Jeannette P. Hyett                  | 12  |     | DNS | 7   |     | 5   |     | 022    |
| 16   | S. Costantini                          | 4   |     |     |     |     |     |     | 018    |
| 17   | D. Alessi                              |     | 5   | 6   |     |     |     |     | 018    |
| 18   | R. Miyata                              |     |     |     |     |     | 3   |     | 015    |
| 19   | H. Tincknell                           | DNS | 9   | 4   | DNF |     |     |     | 014    |
| 20   | G. Oliveira                            |     | 6   |     |     | 8   |     |     | 012    |
| 21   | R. Hardwick Z. Robichon                | DNS | 9   | 4   |     |     |     |     | 014    |
| 22   | M. Ramos                               |     | 6   |     |     |     |     |     | 08     |
| 23   | E. Castro                              |     |     |     |     | 8   |     |     | 04     |
| 24   | C. Stevenson S. Hoshino T. Fujii       | 10  | DNF | 10  | DNF | DNF | 10  |     | 04     |
| 25   | J. Piguet                              |     |     |     | DNF | 9   |     |     | 02     |
| 26   | A. Jefferies N. Thiim P. Dalla Lana    | 11  | 13  |     |     |     |     |     | 0      |
| 27   | K. Cozzolino                           |     |     |     |     | DNF | 12  |     | 0      |
| 28   | H. Koizumi                             |     |     |     |     |     | 12  |     | 0      |
| –    | D. Yount J. Ried                       |     |     |     | DNF |     |     |     | 0      |
| Pos. | Fahrer                                 | SEB | POR | SPA | LEM | MON | FUJ | BAH | Punkte |

| Farbe    | Bedeutung                                             |
| -------- | ----------------------------------------------------- |
| Gold     | Sieger                                                |
| Silber   | 2. Platz                                              |
| Bronze   | 3. Platz                                              |
| Grün     | Klassifiziert innerhalb der Top 10                    |
| Hellblau | Klassifiziert innerhalb der Punkteränge (ab Platz 11) |
| Blau     | Klassifiziert außerhalb der Punkteränge               |
| Violett  | Rennen nicht beendet (DNF)                            |
| Violett  | nicht klassifiziert (NC)                              |
| Rot      | nicht qualifiziert (DNQ)                              |
| Schwarz  | disqualifiziert (DSQ)                                 |
| Weiß     | nicht am Start (DNS)                                  |
| Weiß     | zurückgezogen (WD)                                    |
| Weiß     | Rennen abgesagt (C)                                   |
| Blanko   | nicht teilgenommen                                    |
| Blanko   | gemeldet, aber nicht teilgenommen (DNP)               |
| Blanko   | verletzt oder krank (INJ)                             |
| Blanko   | ausgeschlossen (EX)                                   |

#### Teamwertung
| Pos. | Team                        | SEB | POR | SPA | LEM | MON | FUJ | BAH | Punkte |
| ---- | --------------------------- | --- | --- | --- | --- | --- | --- | --- | ------ |
| 01   | #330 Corvette Racing        | 1   | 1   | 2   | 1   | 4   | 2   |     | 164    |
| 02   | #850 Iron Dames             | 8   | 3   | 5   | 4   | 5   | 4   |     | 079    |
| 03   | #540 AF Corse               | 5   | 4   | DNF | 5   | 10  | 1   |     | 073    |
| 04   | #770 Dempsey-Proton Racing  | 2   | 7   | 9   | DNF | 1   | 6   |     | 068    |
| 05   | #250 ORT by TF              | 9   | 8   | 3   | 2   | 7   | 13  |     | 065    |
| 06   | #860 GR Racing              | 7   | 11  | 12  | 3   | 3   | 8   |     | 058    |
| 07   | #830 Richard Mille AF Corse | DNF | 2   | 1   | DNF | 6   | 9   |     | 053    |
| 08   | #570 Kessel Racing          | 3   | 10  | 8   | DNF | DNF | 3   |     | 043    |
| 09   | #210 AF Corse               | 4   | 5   | 6   | DNF | 9   | 12  |     | 038    |
| 10   | #560 Project 1 - AO         | 12  | 6   | DNS | 7   | 8   | 5   |     | 034    |
| 11   | #600 Iron Lynx              | 6   | 12  | 11  | DNF | 2   | 11  |     | 030    |
| 12   | #980 Northwest AMR          | 11  | 13  | 7   | 6   |     | 7   |     | 028    |
| 13   | #880 Proton Competition     | DNS | 9   | 4   | DNF |     |     |     | 014    |
| 14   | #777 D'Station Racing       | 10  | DNF | 10  | DNF | DNF | 10  |     | 04     |
| Pos. | Team                        | SEB | POR | SPA | LEM | MON | FUJ | BAH | Punkte |

| Farbe    | Bedeutung                                             |
| -------- | ----------------------------------------------------- |
| Gold     | Sieger                                                |
| Silber   | 2. Platz                                              |
| Bronze   | 3. Platz                                              |
| Grün     | Klassifiziert innerhalb der Top 10                    |
| Hellblau | Klassifiziert innerhalb der Punkteränge (ab Platz 11) |
| Blau     | Klassifiziert außerhalb der Punkteränge               |
| Violett  | Rennen nicht beendet (DNF)                            |
| Violett  | nicht klassifiziert (NC)                              |
| Rot      | nicht qualifiziert (DNQ)                              |
| Schwarz  | disqualifiziert (DSQ)                                 |
| Weiß     | nicht am Start (DNS)                                  |
| Weiß     | zurückgezogen (WD)                                    |
| Weiß     | Rennen abgesagt (C)                                   |
| Blanko   | nicht teilgenommen                                    |
| Blanko   | gemeldet, aber nicht teilgenommen (DNP)               |
| Blanko   | verletzt oder krank (INJ)                             |
| Blanko   | ausgeschlossen (EX)                                   |